# Bois-l'Évêque
Pour les articles homonymes, voir Bois-l'Évêque (forêt), Bois (homonymie), Bois (communes) et L'Évêque.
Bois-l'Évêque est une commune française située dans le département de la Seine-Maritime en région Normandie.

## Géographie

### Localisation
| Préaux                     |                  | Servaville-Salmonville |
| Saint-Jacques-sur-Darnétal | Bois-l'Évêque    | Martainville-Épreville |
|                            | Bois-d'Ennebourg |                        |

Les communes environnantes sont Bois-d'Ennebourg, Servaville-Salmonville, Martainville-Épreville, Montmain et Grainville-sur-Ry.

### Hydrographie
La commune est située dans le bassin Seine-Normandie. Elle n'est drainée par aucun cours d'eau,.

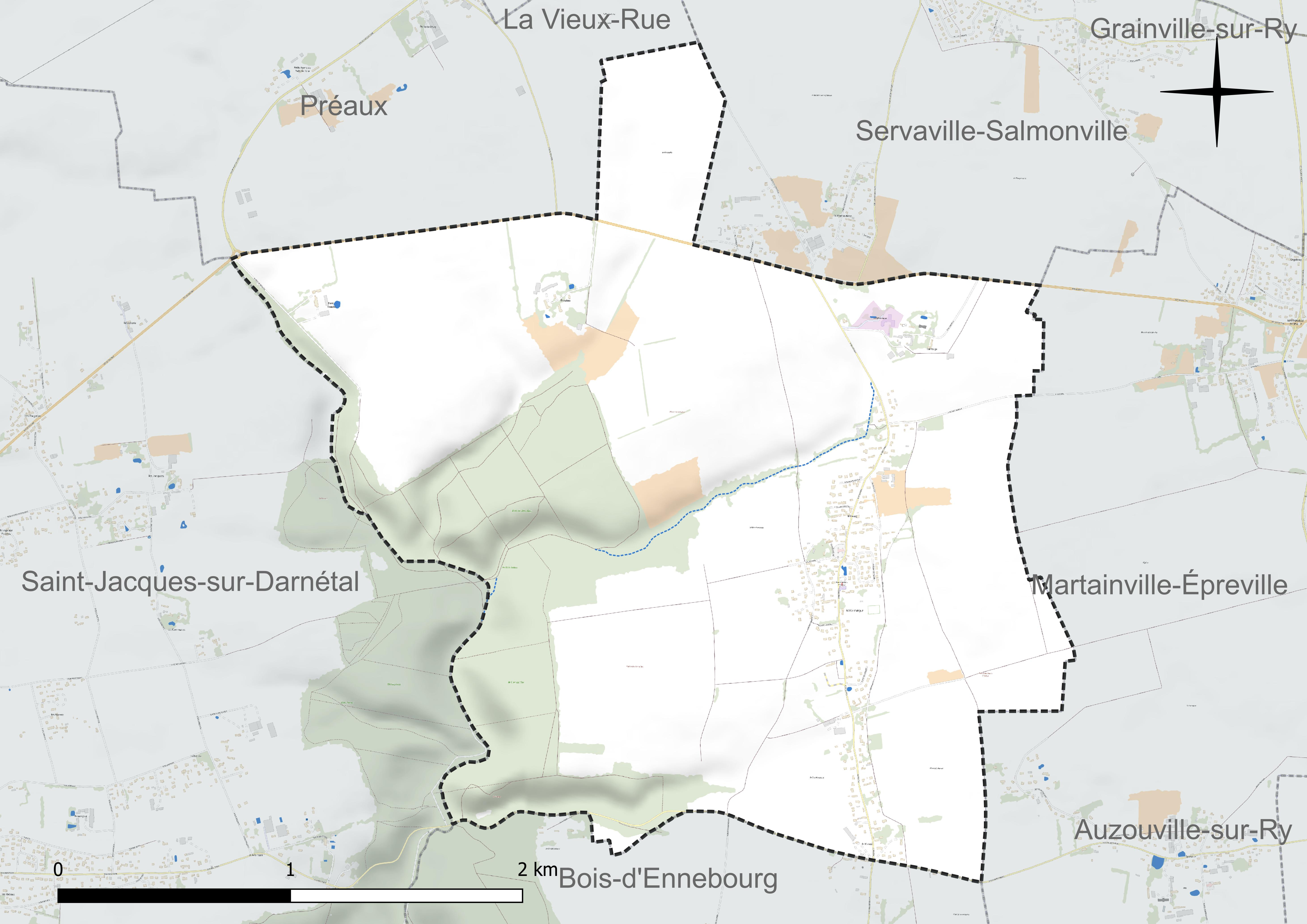
Réseau hydrographique de Bois-l'Évêque.

### Climat
Pour des articles plus généraux, voir Climat de la Normandie et Climat de la Seine-Maritime.
En 2010, le climat de la commune est de type climat océanique dégradé des plaines du Centre et du Nord, selon une étude du CNRS s'appuyant sur une série de données couvrant la période 1971-2000. En 2020, Météo-France publie une typologie des climats de la France métropolitaine dans laquelle la commune est exposée à un climat océanique et est dans la région climatique Côtes de la Manche orientale, caractérisée par un faible ensoleillement (1 550 h/an) ; forte humidité de l’air (plus de 20 h/jour avec humidité relative > 80 % en hiver), vents forts fréquents. Parallèlement le GIEC normand, un groupe régional d’experts sur le climat, différencie quant à lui, dans une étude de 2020, trois grands types de climats pour la région Normandie, nuancés à une échelle plus fine par les facteurs géographiques locaux. La commune est, selon ce zonage, exposée à un « climat maritime », correspondant au Pays de Caux, frais, humide et pluvieux, légèrement plus frais que dans le Cotentin.
Pour la période 1971-2000, la température annuelle moyenne est de 10,1 °C, avec une amplitude thermique annuelle de 14 °C. Le cumul annuel moyen de précipitations est de 838 mm, avec 13 jours de précipitations en janvier et 8,6 jours en juillet. Pour la période 1991-2020, la température moyenne annuelle observée sur la station météorologique la plus proche, située sur la commune de Boos à 8 km à vol d'oiseau, est de 10,9 °C et le cumul annuel moyen de précipitations est de 847,5 mm,. Pour l'avenir, les paramètres climatiques de la commune estimés pour 2050 selon différents scénarios d’émission de gaz à effet de serre sont consultables sur un site dédié publié par Météo-France en novembre 2022.

## Urbanisme

### Typologie
Au 1er janvier 2024, Bois-l'Évêque est catégorisée commune rurale à habitat dispersé, selon la nouvelle grille communale de densité à sept niveaux définie par l'Insee en 2022.
Elle est située hors unité urbaine. Par ailleurs la commune fait partie de l'aire d'attraction de Rouen, dont elle est une commune de la couronne,. Cette aire, qui regroupe 317 communes, est catégorisée dans les aires de 200 000 à moins de 700 000 habitants,.

### Occupation des sols
L'occupation des sols de la commune, telle qu'elle ressort de la base de données européenne d’occupation biophysique des sols Corine Land Cover (CLC), est marquée par l'importance des territoires agricoles (76,2 % en 2018), une proportion sensiblement équivalente à celle de 1990 (76,3 %). La répartition détaillée en 2018 est la suivante : 
terres arables (63,1 %), forêts (18,8 %), prairies (7,5 %), zones agricoles hétérogènes (5,6 %), zones urbanisées (5 %). L'évolution de l’occupation des sols de la commune et de ses infrastructures peut être observée sur les différentes représentations cartographiques du territoire : la carte de Cassini (XVIIIe siècle), la carte d'état-major (1820-1866) et les cartes ou photos aériennes de l'IGN pour la période actuelle (1950 à aujourd'hui).

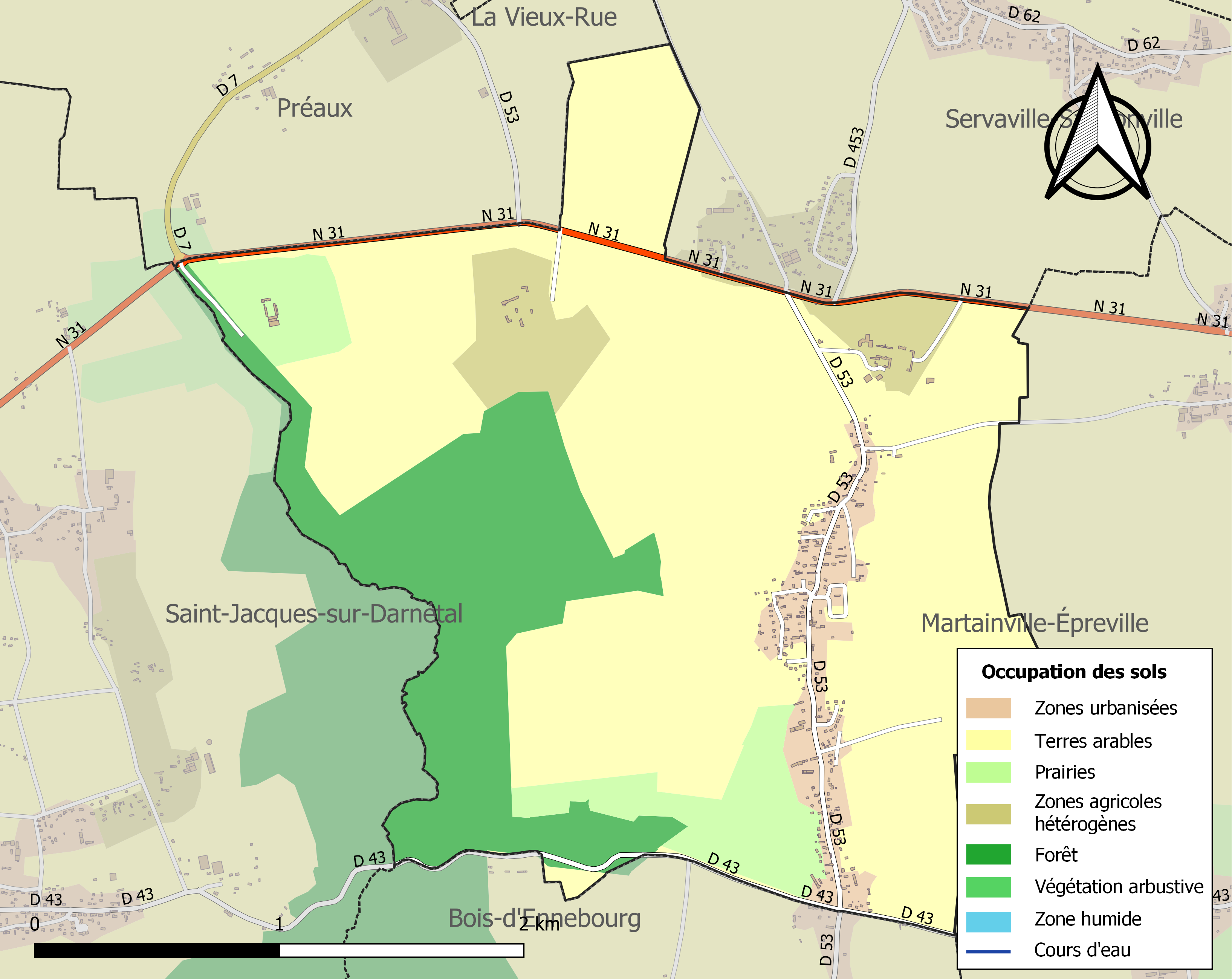
Carte des infrastructures et de l'occupation des sols de la commune en 2018 (CLC).

## Toponymie
La paroisse apparait sous le nom de Bosci qui vocatur Episcopi vers 1080, latinisation du vieux normand *Bosc-l'Evesque.
Aucune trace de domaine épiscopal n'a cependant pu être retrouvée sur la commune. Il peut s'agir d'un personnage surnommé « l'Évêque » et qui survit dans le nom de famille Lévesque / Lévêque resté fréquent en Normandie.

## Histoire
Fondation en 1189 du prieuré par des chanoines augustins du prieuré Saint-Lô de Rouen au lieu-dit Beaulieu (fief de la Jean de Préaux).
Il subsiste des vestiges intéressants qui témoignent de la qualité de l’architecture : cloître en bois du XIIIe siècle, détruit ; logis limite XVIIe et XVIIIe siècles ; fenêtres XVIe siècle.

## Politique et administration
| Période                                  | Période                    | Identité       | Étiquette | Qualité                                                               |
| ---------------------------------------- | -------------------------- | -------------- | --------- | --------------------------------------------------------------------- |
| Les données manquantes sont à compléter. |                            |                |           |                                                                       |
| 19xx                                     | 2001                       | Lucien Doublet |           |                                                                       |
| 2001                                     | 2008                       | Annick Monnier |           |                                                                       |
| mars 2008                                | En cours (au 10 août 2020) | Frédéric Tihi  |           | Chef d’entreprise dans l’événementiel Réélu pour le mandat 2020-2026, |

## Démographie
L'évolution du nombre d'habitants est connue à travers les recensements de la population effectués dans la commune depuis 1793. Pour les communes de moins de 10 000 habitants, une enquête de recensement portant sur toute la population est réalisée tous les cinq ans, les populations de référence des années intermédiaires étant quant à elles estimées par interpolation ou extrapolation. Pour la commune, le premier recensement exhaustif entrant dans le cadre du nouveau dispositif a été réalisé en 2004.

En 2022, la commune comptait 616 habitants, en évolution de +16,01 % par rapport à 2016 (Seine-Maritime : +0,35 %, France hors Mayotte : +2,11 %).
| 1793 | 1800 | 1806 | 1821 | 1831 | 1836 | 1841 | 1846 | 1851 |
| ---- | ---- | ---- | ---- | ---- | ---- | ---- | ---- | ---- |
| 321  | 320  | 298  | 284  | 271  | 270  | 275  | 290  | 286  |

| 1856 | 1861 | 1866 | 1872 | 1876 | 1881 | 1886 | 1891 | 1896 |
| ---- | ---- | ---- | ---- | ---- | ---- | ---- | ---- | ---- |
| 275  | 256  | 244  | 210  | 230  | 240  | 221  | 238  | 239  |

| 1901 | 1906 | 1911 | 1921 | 1926 | 1931 | 1936 | 1946 | 1954 |
| ---- | ---- | ---- | ---- | ---- | ---- | ---- | ---- | ---- |
| 232  | 221  | 188  | 171  | 160  | 172  | 149  | 165  | 166  |

| 1962 | 1968 | 1975 | 1982 | 1990 | 1999 | 2004 | 2006 | 2009 |
| ---- | ---- | ---- | ---- | ---- | ---- | ---- | ---- | ---- |
| 161  | 175  | 202  | 260  | 290  | 368  | 495  | 504  | 476  |

| 2014 | 2019 | 2022 | - | - | - | - | - | - |
| ---- | ---- | ---- | - | - | - | - | - | - |
| 521  | 601  | 616  | - | - | - | - | - | - |

## Culture locale et patrimoine

### Lieux et monuments
- Mairie de Bois-l'Évêque.Mairie de Bois-l’Évêque.

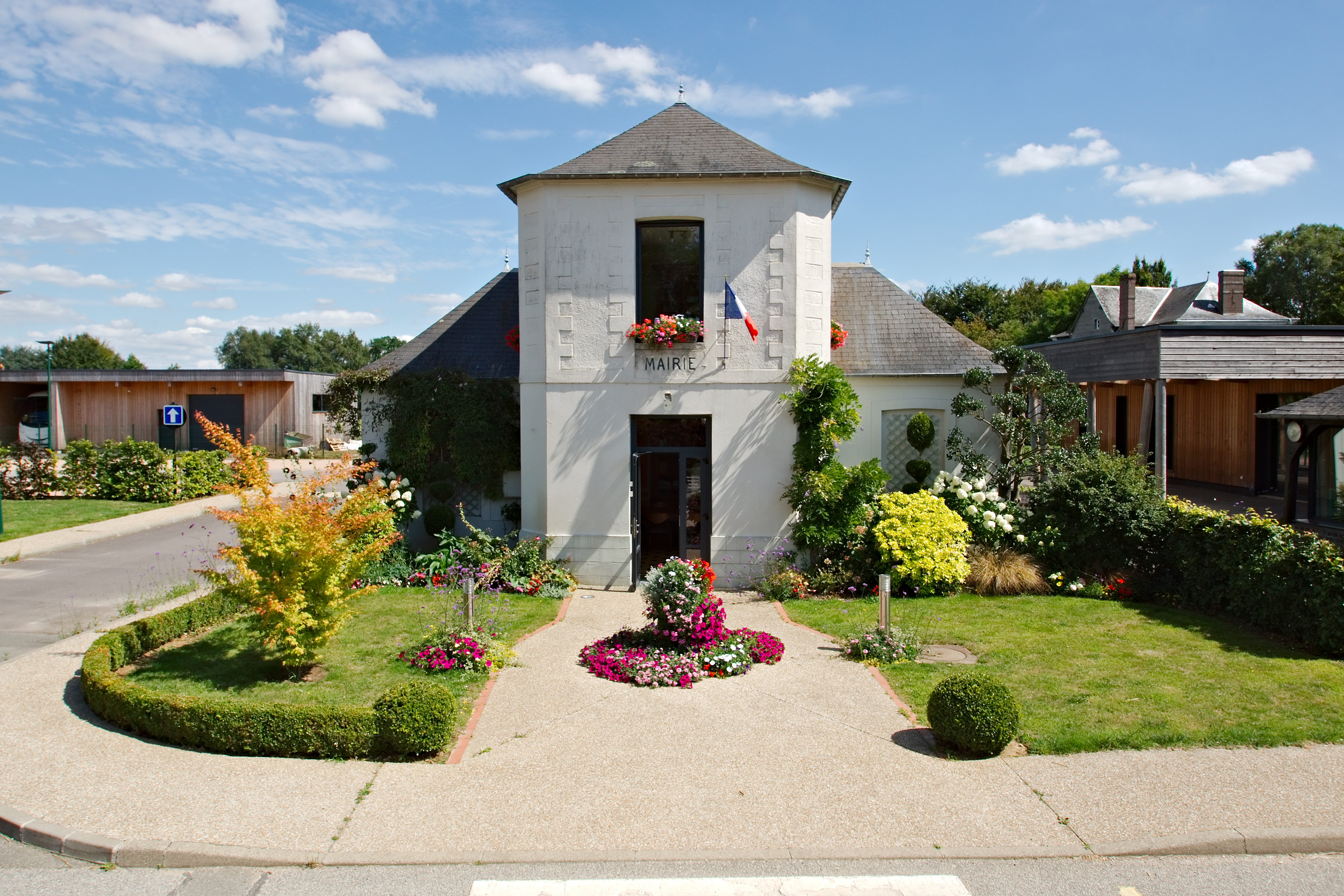
Mairie de Bois-l’Évêque.

- École communale de 1884.École communale.

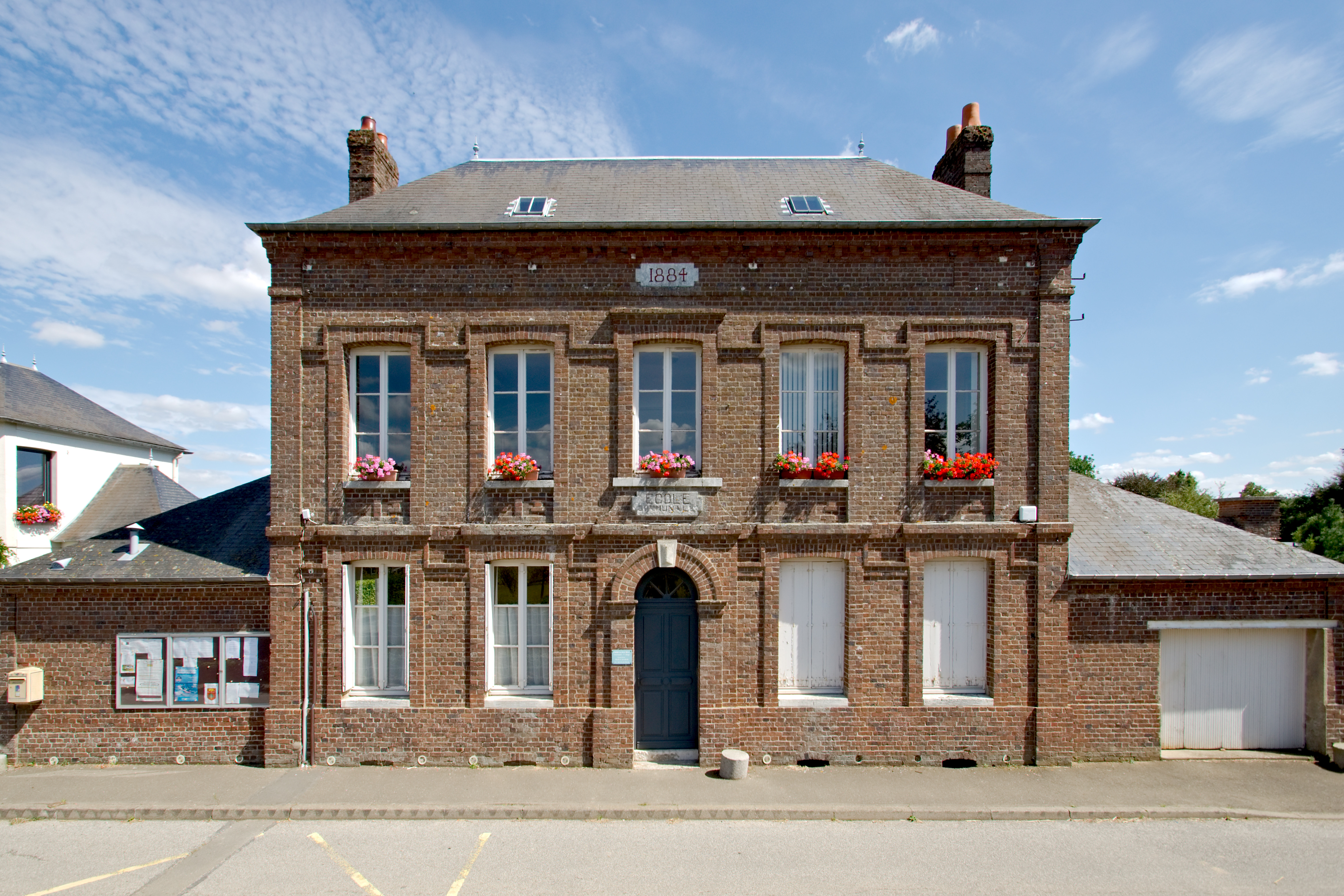
École communale.

- Église Notre-Dame-du-Silex des XVIe et XVIIIe siècles. Église Notre-Dame-du-Silex.

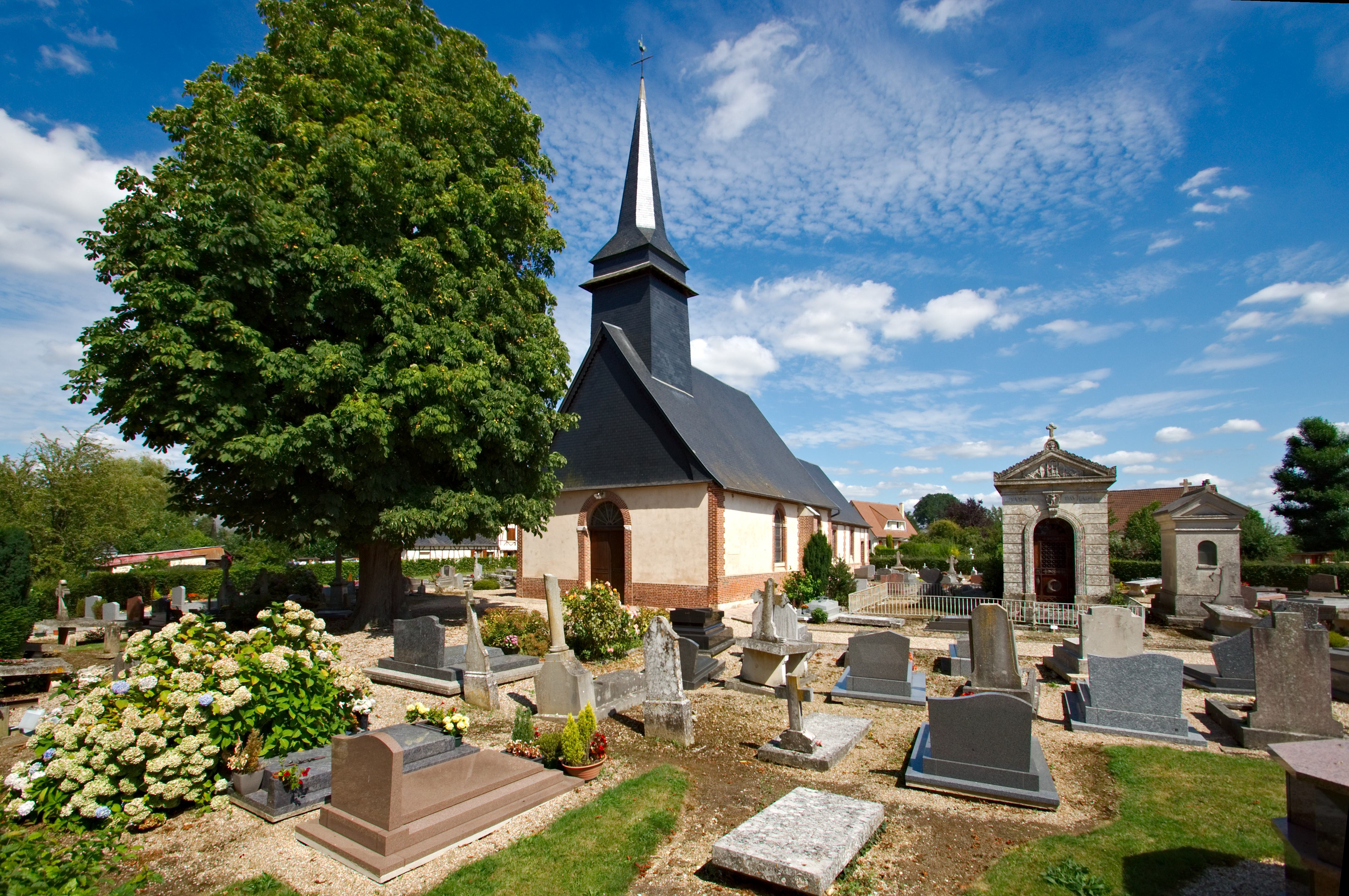
Église Notre-Dame-du-Silex.

Revêtement en brique rose et enduit, retable en pierre polychrome du XVe siècle, calvaire en pierre et fonte des XVIe et XIXe siècles[22].
- Château de Bethel, en brique et pierre du XIXe siècle, et son parc classé – Maison de maître du XIXe siècle avec petite dépendance[23].
- Angle Clos des Poiriers : maison en brique rose du XVIIIe siècle, face à la mare communale.Maison en brique rose.

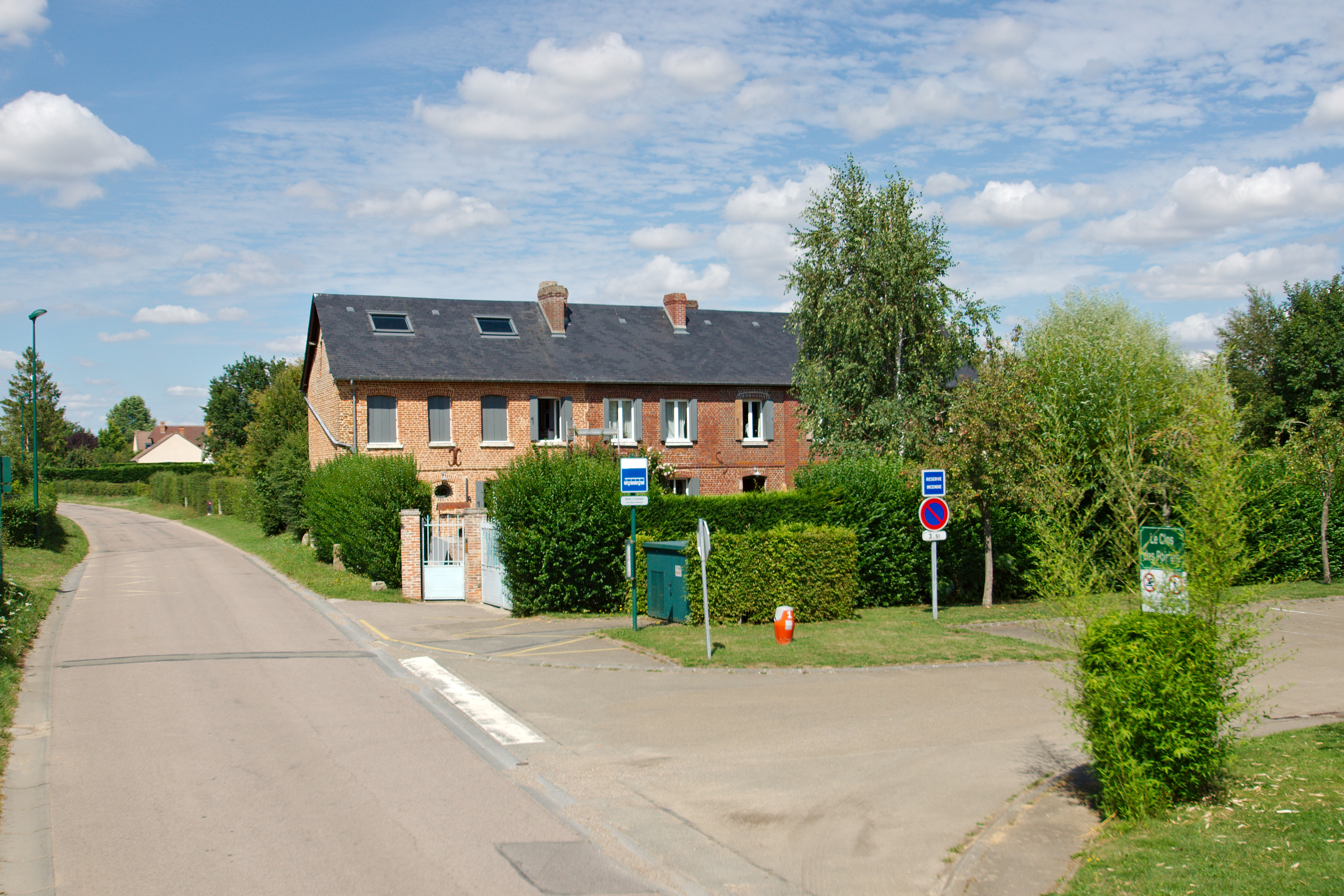
Maison en brique rose.

- Maison du XVIIIe siècle en pans de bois avec croix de Saint-André et fenêtres géminées (visible de la route)[24].
- Marronnier et if classés[réf. nécessaire] dans le cimetière.

### Personnalités liées à la commune
- Georges Speicher, coureur cycliste français, né le 8 juin 1907 à Paris, mort le 24 janvier 1978 (3 fois champion de France sur route ; champion du Monde en 1933 ; vainqueur du Tour de France 1933 et de 9 étapes du Tour de France).

### Héraldique
| Armes de Bois-l'Évêque | Les armes de la commune de Bois-l'Évêque se blasonnent ainsi : De gueules au hêtre d'argent feuillé de sinople chargé en pointe d'une volute de crosse contournée d'or, le tout surmonté du nom de la commune en lettres d'argent, au léopard d'or armé et lampassé d'azur en chef, soutenu d'une trangle d'argent. Le léopard d'or sur champ de gueules rappelle les armes de la Normandie. Création Jean-François Binon. Adopté le 14 avril 2015. |